# Панамериканский Кубок по волейболу среди мужчин 2012
7-й розыгрыш Панамериканского Кубка по волейболу среди мужчин прошёл с 9 по 14 июля 2012 года в Санто-Доминго (Доминиканская Республика) с участием 8 национальных сборных команд стран-членов NORCECA и CSV. Победителем в 5-й раз в своей истории стала сборная США.

## Команды-участницы
- NORCECA: Доминиканская Республика, Канада, Мексика, Тринидад и Тобаго, США.
- CSV: Аргентина, Бразилия, Венесуэла.

## Система проведения турнира
8 команд-участниц на предварительном этапе разбиты на две группы. Два победителя групповых турниров напрямую выходят в полуфинал плей-офф. Команды, занявшие в группах 2-е и 3-и места, в четвертьфинале образуют две пары и определяют ещё двух участников полуфинала. Полуфиналисты по системе с выбыванием определяют призёров турнира.
Итоговые 5-8-е места также по системе плей-офф разыгрывают команды, проигравшие в четвертьфиналах, и занявшие в группах последние места.  
За победы со счётом 3:0 и 3:1 команды получают по 3 очка, за победы 3:2 — по 2, за поражения со счётом 2:3 — по 1 очку, за поражения 1:3 и 0:3 очки не начисляются.

## Предварительный этап

### Группа А
| М | Команда                  | 1   | 2   | 3   | 4   | И | В | П | С/П | О |
| - | ------------------------ | --- | --- | --- | --- | - | - | - | --- | - |
| 1 | Аргентина                |     | 3:2 | 3:2 | 3:1 | 3 | 3 | 0 | 9:5 | 7 |
| 2 | Доминиканская Республика | 2:3 |     | 3:0 | 3:0 | 3 | 2 | 1 | 8:3 | 7 |
| 3 | Канада                   | 2:3 | 0:3 |     | 3:0 | 3 | 1 | 2 | 5:6 | 4 |
| 4 | Тринидад и Тобаго        | 1:3 | 0:3 | 0:3 |     | 3 | 0 | 3 | 1:9 | 0 |

9 июля: Аргентина — Канада 3:2 (25:20, 17:25, 23:25, 25:19, 16:14); Доминиканская Республика — Тринидад и Тобаго 3:0 (25:13, 25:19, 30:28).
10 июля: Аргентина — Тринидад и Тобаго 3:1 (25:10, 25:18, 24:26, 25:11); Доминиканская Республика — Канада 3:0 (25:23, 25:20, 25:17).
11 июля: Канада — Тринидад и Тобаго 3:0 (25:15, 25:22, 25:23); Аргентина — Доминиканская Республика 3:2 (21:25, 25:23, 25:17, 20:25, 15:13).

### Группа В
| М | Команда   | 1   | 2   | 3   | 4   | И | В | П | С/П | О |
| - | --------- | --- | --- | --- | --- | - | - | - | --- | - |
| 1 | США       |     | 3:1 | 3:0 | 3:0 | 3 | 3 | 0 | 9:1 | 9 |
| 2 | Бразилия  | 1:3 |     | 3:0 | 3:0 | 3 | 2 | 1 | 7:3 | 6 |
| 3 | Мексика   | 0:3 | 0:3 |     | 3:0 | 3 | 1 | 2 | 3:6 | 3 |
| 4 | Венесуэла | 0:3 | 0:3 | 0:3 |     | 3 | 0 | 3 | 0:9 | 0 |

9 июля: Бразилия — Мексика 3:0 (25:15, 25:15, 25:16); США — Венесуэла 3:0 (25:17, 25:19, 25:12).
10 июля: США — Мексика 3:0 (25:8, 25:16, 25:18); Бразилия — Венесуэла 3:0 (25:20, 25:15, 25:16).
11 июля: Мексика — Венесуэла 3:0 (25:21, 25:21, 25:23); США — Бразилия 3:1 (22:25, 25:23, 25:20, 25:22).

## Плей-офф

### Четвертьфинал
12 июля
Бразилия — Канада 3:1 (23:25, 25:16, 25:18, 25:13)
Доминиканская Республика — Мексика 3:1 (23:25, 25:19, 25:21, 30:28)

### Полуфинал за 5—8 места
13 июля
Мексика — Тринидад и Тобаго 3:0 (25:19, 25:14, 25:14)
Канада — Венесуэла 3:0 (25:18, 28:26, 25:20)

### Полуфинал за 1—4 места
13 июля
Аргентина — Бразилия 3:2 (25:20, 25:17, 25:27, 18:25, 15:13)
США — Доминиканская Республика 3:2 (25:21, 23:25, 25:22, 25:27, 15:12)

### Матч за 7-е место
14 июля
Венесуэла — Тринидад и Тобаго 3:2 (27:25, 18:25, 25:20, 25:27, 15:13)

### Матч за 5-е место
14 июля
Мексика — Канада 3:2 (25:17, 22:25, 25:22, 18:25, 15:13)

### Матч за 3-е место
14 июля
Доминиканская Республика — Бразилия 3:2 (28:26, 25:23, 21:25, 24:26, 15:11)

### Финал
14 июля
США — Аргентина 3:0 (29:27, 25:20, 25:11) Отчёт Архивная копия от 12 ноября 2013 на Wayback Machine

## Итоги

### Положение команд
| США                      |
| Аргентина                |
| Доминиканская Республика |
| 4. Бразилия              |
| 5. Мексика               |
| 6. Канада                |
| 7. Венесуэла             |
| 8. Тринидад и Тобаго     |

По итогам розыгрыша Доминиканская Республика получила возможность стартовать в квалификации Мировой лиги-2013. США и Аргентина уже имели путёвки в этот турнир.

### Призёры
США: Дилан Дэвис, Мэттью Роусон, Карсон Кларк, Гарретт Муагутутиа, Трой Мёрфи, Джордан Дюфо, Дэниэл МакДоннелл, Антонио Кьярелли, Райан Эммерман, Дастин Уоттен, Тэйлор Сэндер, Кавика Сёдзи. Главный тренер — Шон Пэтчелл.
  Аргентина: Мауро Льянос, Алехандро Арая Лахос, Гонсало Лапера, Рамиро Муньос, Эстебан Мартинес, Гонсало Кирога, Николас Ласо, Мартин Вебер, Кристиан Ассаф, Мариано Хьюстиниано, Максимилиано Каванна, Максимилиано Гауна. Главный тренер — Фабиан Мурако.
  Доминиканская Республика: Кельвин Кампечано Муньос, Элнис Паломино Кастильо, Элвис Контрерас де лос Сантос, Вильфридо Эрнандес, Эдвин Пегеро Абреу, Педро Луис Гарсия, Эдуардо Консепсьон, Франсиско Абреу Лопес, Хосе Мигель Касерес Гомес, Хосе Альберто Кастро Родригес, Эммануэль Лара Кальдерон, Генри Тапия Сантана. Главный тренер — Осьел Васкес.

### Индивидуальные призы
MVP:  Тэйлор Сэндер
Лучший нападающий:  Антонио Кьярелли
Лучший блокирующий:  Марк Хонор
Лучший на подаче:  Элвис Контрерас
Лучший на приёме:  Элвис Контрерас
Лучший в защите:  Дастин Уоттен
Лучший связующий:  Педро Ранхель
Лучший либеро:  Эдвин Пехеро
Самый результативный:  Хосе Мигель Касерес